# 26 Близнецов
26 Близнецов (лат. 26 Geminorum, HD 48097) — одиночная звезда в созвездии Близнецов на расстоянии приблизительно 155 световых лет (около 47 парсеков) от Солнца. Видимая звёздная величина звезды — +5,21m.

## Характеристики
26 Близнецов — белая звезда спектрального класса A2V. Радиус — около 1,59 солнечного. Эффективная температура — около 8892 К.